# Állati eredetű termékek EK-jelölései
Az állati eredetű termékek EK-jelölései  az élelmiszer-iparban és a kereskedelemben az Európai Unió által előírt jelölések a termékeken vagy azok csomagolásán az állati eredetű élelmiszeripari termékek - nyersanyagok, félkész és késztermékek - esetén, azok minőségének biztosítása érdekében.
Ezek egy csoportja az ilyen termékeket előállító vagy feldolgozó létesítmények azonosítását szolgálják, más részük pedig hasonló formátumban az Európai Közösség azonosító és állat-egészségügyi jelölései.
Az azonosító és állat-egészségügyi jelölések ugyan nem a fogyasztóknak szólnak, de hús- és tejipari készítményeken ők is találkozhatnak az előbbiekkel, míg az utóbbi csak a nyersanyagnak számító különféle hús-, hal- és egyéb tengeriállat-szállítmányokat érinti. Az angol nyelvű uniós jogszabályokban az azonosító jelölés megfelelője az identification mark, az állat-egészségügyi jelölés megnevezése pedig a health mark.
Például a székesfehérvári Alföldi tej Kft. jelölése így néz ki:

  HU

  260

  EK